# Cueta plexiformia
Cueta plexiformia is een insect uit de familie van de mierenleeuwen (Myrmeleontidae), die tot de orde netvleugeligen (Neuroptera) behoort. 
Cueta plexiformia is voor het eerst wetenschappelijk beschreven door Krivokhatsky in 1996.